# Marcel Berré
Marcel Louis Berré (Anversa, 12 novembre 1882 – Ginevra, 27 ottobre 1957) è stato uno schermidore belga, vincitore di una medaglia d'argento nella scherma ai giochi olimpici.